# Bellevuegården
Bellevuegården is een woonwijk in het stadsdeel Väster van de Zweedse stad Malmö. De wijk telt 4358 inwoners (2013) en heeft een oppervlakte van 0,50 km². Bellevuegården was een van de laatste wijken van het miljoenenprogramma.
De wijk bestaat voornamelijk uit appartementsgebouwen die gebouwd zijn in de jaren 70 van de 20e eeuw. Daarnaast staan er bejaardentehuizen, kantoren, vila's en herenhuizen, die allemaal gebouwd zijn in de jaren 90. In de buurt van de appartementen zijn twee parken gelegen: Ärtholmsparken en Bellevueparken.

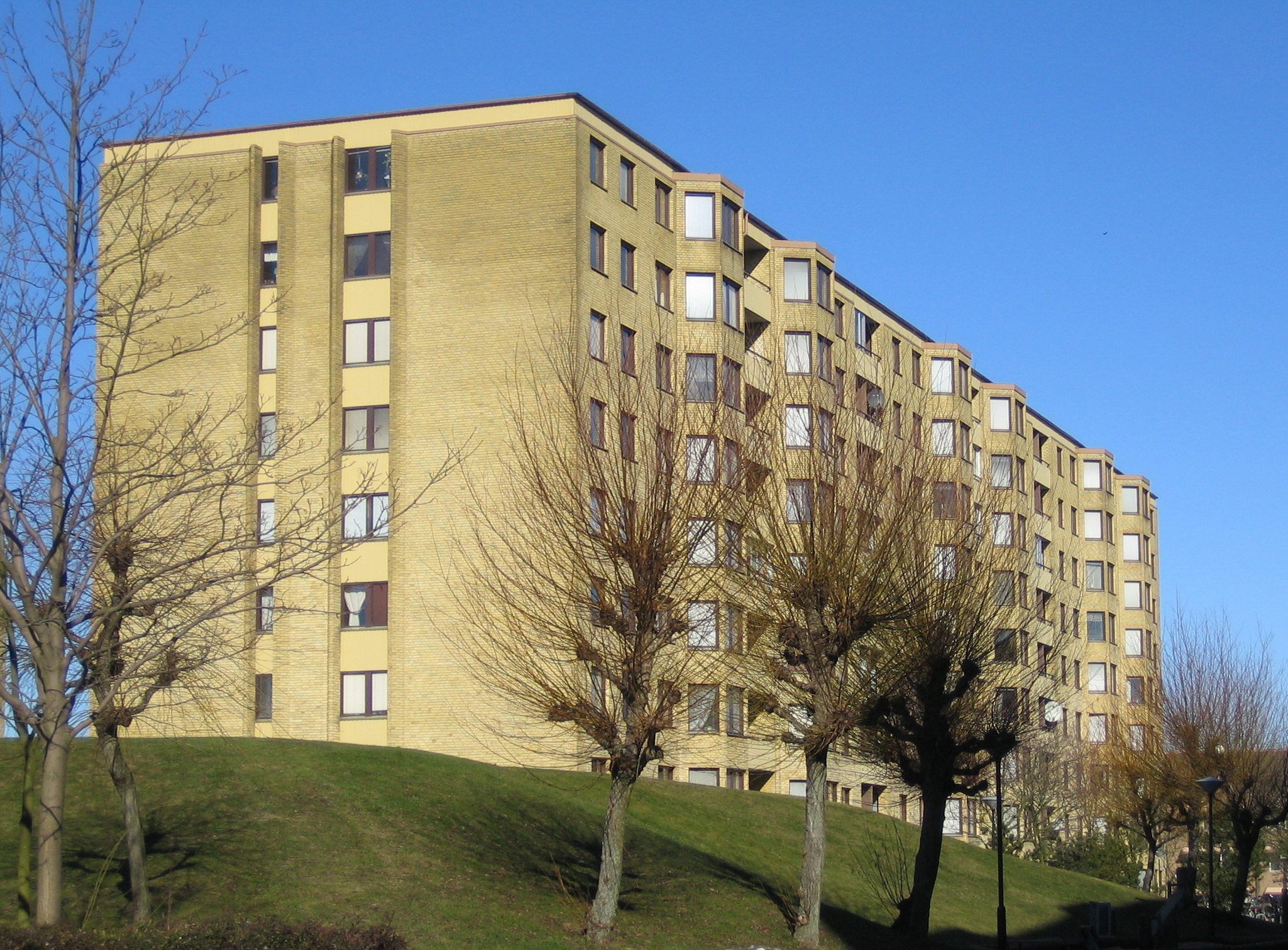
Appartementencomplex in Bellevuegården.
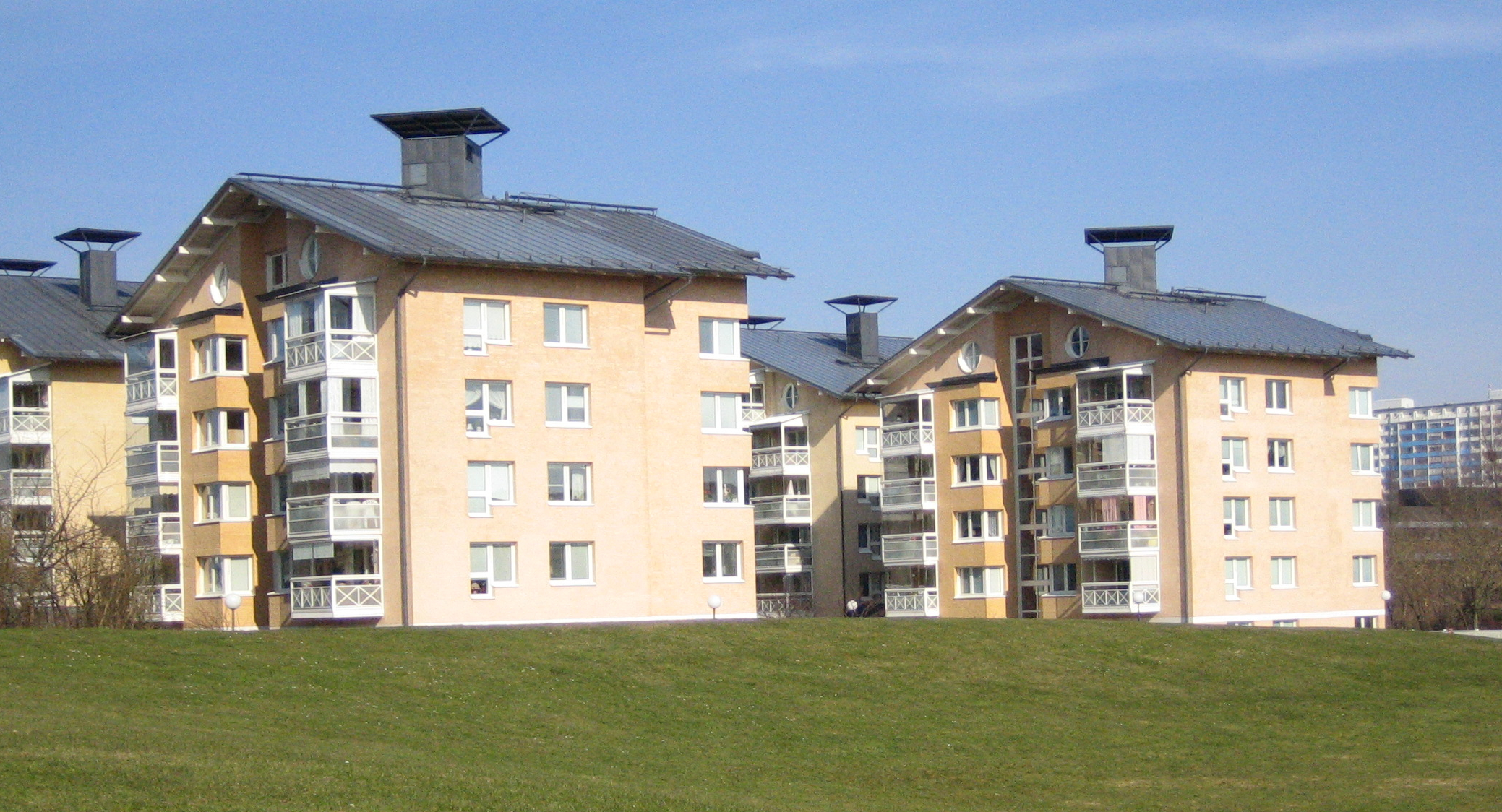
Woningen in Bellevueparken.